# Der Fels (Künstlergruppe)
Die Künstlergruppe Der Fels existierte von circa 1920 bis 1927. Ein exaktes Gründungsdatum ist unbekannt. Sie geht zurück auf das Zusammentreffen von Franz Bronstert, Fritz Fuhrken und Georg Philipp Wörlen im Kriegsgefangenenlager Ripon in Yorkshire, England. Die Idee zum Zusammenschluss, und der Name "der Fels" stammen von Bronstert der auch bei der Organisation der gemeinsamen Ausstellungen besonders engagiert war.
Die spontane Namensgebung wurde von Wörlen und Fuhrken akzeptiert und später gemeinsam programmatisch ausgebaut. Später kamen noch Reinhard Hilker und der österreichische Maler und Grafiker Carry Hauser dazu. An der letzten gemeinsamen Ausstellung dieser expressionistischen Künstler, die später in der Zeit des Nationalsozialismus allesamt als „entartet“ galten, beteiligte sich auch Fritz Stuckenberg.
Der Fels publizierte in dieser Zeit eine Folge von acht Mappen mit Einblattdrucken (Verlag Krieg, Leipzig). Der ersten Folge beigelegt war ein Manifest von Heinz Klapproth:
Seht Ihr die Dinge wie sie sind? Form ist Verkleidung, Augentrug. Die Dinge sind nicht, wie Ihr sie zu sehen glaubt! Drum werdet still und einfach, denn Ihr schaut aus Euren Augen und schaut nur die Oberfläche. Der Künstler kämpft Titanenkampf, den Dingen die Seele abzugewinnen, in ihre Tiefe zu dringen, die Oberfläche zu überwinden. So wird AUSDRUCK. - Und solches eint die Felsleute.

## Gruppenausstellungen (Auswahl)
- 1921: Museum Folkwang Hagen
- 1921: Hagen, Kunst-Kabinett Kollock
- 1921: Landesmuseum Münster
- 1922: Bremen, Graphisches Kabinett Fedelhören
- 1922: Kunsthalle Düsseldorf
- 1922: Kunsthalle Bremerhaven
- 1922: Hamburg, Kunstsalon Maria Kunde (Graphik)
- 1922: Salzburg, Moderne Galerie (Staatsgalerie)
- 1922: Pfalzgalerie Kaiserslautern
- 1922: Berlin, Kunstsalon Heller
- 1923: Werkbundhaus Essen
- 1923: Barmer Ruhmeshalle
- 1923: Oldenburg, Kunstsalon Lappan
- 1923: Ulm, Hermelin-Verlag
- 1923: Kunsthalle zu Kiel
- 1923: Kunsthalle Barmen
- 1924: Landesmuseum Münster
- 1924: Städtisches Museum Elberfeld
- 1925: Städtisches Museum Gelsenkirchen
- 1926: Wien, Kunstsalon Würthle
- 1926: Eisenach, Kunstsalon Messing
- 1927: Städtische Gemäldegalerie Bochum
- 1991: Museum Moderner Kunst (Passau) (Retrospektive)